# Diplacina antigone
Diplacina antigone is een libellensoort uit de familie van de korenbouten (Libellulidae), onderorde echte libellen (Anisoptera).
De wetenschappelijke naam Diplacina antigone is voor het eerst geldig gepubliceerd in 1933 door Lieftinck.